# Seattle SuperSonics 1983-1984
La stagione 1983-84 dei Seattle SuperSonics fu la 17ª nella NBA per la franchigia.
I Seattle SuperSonics arrivarono terzi nella Pacific Division della Western Conference con un record di 42-40. Nei play-off persero al primo turno con i Dallas Mavericks (2-3).

## Roster
| N° | Naz.                   | Ruolo | Sportivo        | Anno | Alt. | Peso |
| -- | ---------------------- | ----- | --------------- | ---- | ---- | ---- |
| 1  | Stati Uniti (bandiera) | G     | Gus Williams    | 1953 | 188  | 79   |
| 4  | Stati Uniti (bandiera) | GA    | Al Wood         | 1958 | 198  | 88   |
| 10 | Stati Uniti (bandiera) | AC    | Steve Hawes     | 1950 | 206  | 100  |
| 20 | Stati Uniti (bandiera) | G     | Jon Sundvold    | 1961 | 188  | 77   |
| 21 | Stati Uniti (bandiera) | GA    | Scooter McCray  | 1960 | 206  | 98   |
| 23 | Stati Uniti (bandiera) | A     | Danny Vranes    | 1958 | 201  | 95   |
| 24 | Stati Uniti (bandiera) | AC    | Tom Chambers    | 1959 | 208  | 100  |
| 30 | Stati Uniti (bandiera) | G     | Charles Bradley | 1959 | 196  | 98   |
| 32 | Stati Uniti (bandiera) | G     | Fred Brown      | 1948 | 191  | 83   |
| 34 | Stati Uniti (bandiera) | G     | Clay Johnson    | 1956 | 193  | 79   |
| 41 | Stati Uniti (bandiera) | C     | Steve Hayes     | 1955 | 213  | 93   |
| 43 | Stati Uniti (bandiera) | AC    | Jack Sikma      | 1955 | 211  | 104  |
| 44 | Stati Uniti (bandiera) | GA    | David Thompson  | 1954 | 193  | 88   |
| 51 | Stati Uniti (bandiera) | A     | Reggie King     | 1957 | 198  | 102  |

## Staff tecnico
- Allenatore: Lenny Wilkens
- Vice-allenatore: Dave Harshman